# 安部龙太郎
安部龍太郎（1955年6月20日—），日本小說家，出生於日本八女市，畢業於久留米工業高等專門學校機械工程系。龍太郎畢業後任職圖書館管理員，於1990年開始寫作，2005年憑天馬、翔ける獲人生第一個獎項中山義秀文學獎，2013年憑等伯與朝井遼瓜分第148回直木獎。